# Roland Boer
Roland Boer (geb. 1961) ist ein zeitgenössischer Philosoph, Exeget und Hochschullehrer. Er ist ein Australier niederländischer Herkunft und ist der erste nichtchinesische Bürger, der an einer Schule für Marxismus in China beschäftigt ist.

## Leben
Roland Boer wurde 1961 geboren. Seine akademischen Bildungsabschlüsse erwarb er in classics (BA 1981), theology (BTh 1988), philosophical theology (MTh 1990) und biblical criticism (Ph.D. 1993). Seinen Ph.D. (1993) machte er an der McGill University. Er arbeitete dann als Forschungsprofessor an der University of Newcastle, Australien. Er ist Professor der Schule für Marxismus der Technischen Universität Dalian in China und außerdem trägt er den Titel eines Distinguished Overseas Professor an der Chinesischen Volksuniversität (Renmin Universität China). Im Jahr 2014 erhielt er den internationalen Isaac- und Tamara-Deutscher -Gedächtnispreis für das innovativste Werk in der marxistischen Tradition.
Als seine Interessengebiet wurden zu einer Publikation des Jahres 2012 „Theologie, Marxismus, politische Theorie, Postkolonialismus, Kulturwissenschaften und Literaturtheorie“ aufgeführt. In jüngerer Zeit wurde – zu seiner englischsprachigen Publikation Sozialismus chinesischer Prägung: Ein Leitfaden für Ausländer (2021) – sein Forschungsgebiet mit (vergleichende) marxistische Philosophie bezeichnet.
Er hat zahlreiche Publikationen zu den Themen Religion, Marxismus und Kulturanalyse veröffentlicht.

## Publikationen (Auswahl)
- Socialism with Chinese Characteristics. A Guide for Foreigners. Singapore, 2021 (Online-Teilansicht)
- Friedrich Engels and the Foundations of Socialist Governance. Singapore, 2021
- Red Theology. One the Christian Communist Tradition. Brill, Leiden 2019, ISBN 978-90-04-38132-2.
- Stalin: From Theology to the Philosophy of Socialism in Power. Singapore 2017
- Criticism of Earth: On Marx, Engels, and Theology. Brill, 2012
- Marxist Criticism of the Hebrew Bible. Bloomsbury Publishing, London, 2014
- Nick Cave: A Study of Love, Death and Apocalypse. Equinox Pub., Sheffield 2012. ISBN 1-908049-67-7
- The Earthy Nature of the Bible: Fleshly Readings in Sex, Masculinity, and Carnality. Palgrave Macmillan, 2012
- Criticism of Theology: On Marxism and Theology III (Historical Materialism) 2012. English edition by Roland Boer (Buchhandelslink)
- Critica del cielo, critica della terra. Verona : ombre corte, marzo 2011, Prima edizione
- Political myth: on the use and abuse of Biblical themes. 2009
- Political Grace: The Revolutionary Theology of John Calvin. Westminster John Knox Press, Louisville, 2009
- Rescuing the Bible. New York : John Wiley & Sons, 2008
- Last stop before Antarctica. The Bible and postcolonialism in Australia. Atlanta, Soc. of Bibl. Lit., 2008
- Criticism of Religion, Criticism of Heaven. (2007)
- Symposia. 2007
- Criticism of Heaven: On Marxism and Theology. Haymarket Books, 2006
- Jameson and Jeroboam. (Society of Biblical Literature Semeia Studies) Scholars, 1996